# Nick Johnson (basket-ball)
Pour les articles homonymes, voir Nick Johnson.
Nick Johnson, né le 22 décembre 1992 à Gilbert, Arizona (États-Unis), est un joueur américain de basket-ball. Il évolue aux postes de meneur et d'arrière.

## Carrière universitaire
En 2011, il rejoint les Wildcats de l'Arizona en NCAA.

## Carrière professionnelle
Johnson est choisi en 42e place par les Rockets de Houston lors de la draft 2014 de la NBA.
En juillet 2014, il participe à la NBA Summer League avec les Rockets. Le 22 juillet, il signe son premier contrat professionnel avec les Rockets, mais est assigné à plusieurs reprises à jouer avec les Vipers de Rio Grande Valley en NBA Development League.
Le 19 juillet 2015, il est transféré aux Nuggets de Denver avec Kóstas Papanikoláou, Pablo Prigioni, Joey Dorsey et un premier tour de draft 2016 contre Ty Lawson et un second tour de draft 2017.
En juillet 2021, il retourne à Nanterre 92, en championnat de France.

## Palmarès
- Consensus first team All-American (2014)
- Pac-12 Player of the Year (2014)
- All-Pac-12 First Team (2014)
- Pac-12 All–Defensive Team (2014)
- Pac-12 All-Freshman Team (2012)
- Champion NBA G League et MVP des finales avec les Spurs d'Austin en 2018

## Statistiques

### Universitaires
Les statistiques en matchs universitaires de Nick Johnson sont les suivantes :
| Année     | Équipe                | Matches | Titul. | Min./m. | %tir | %3pts | %l-f | rbds/m. | pass/m. | int/m. | ctr/m. | pts/m. |
| --------- | --------------------- | ------- | ------ | ------- | ---- | ----- | ---- | ------- | ------- | ------ | ------ | ------ |
| 2011-2012 | Wildcats de l'Arizona | 35      | 28     | 28,1    | 36,9 | 32,0  | 67,9 | 3,26    | 2,43    | 0,74   | 0,54   | 8,91   |
| 2012-2013 | Wildcats de l'Arizona | 35      | 35     | 31,4    | 44,8 | 39,3  | 71,3 | 3,63    | 3,20    | 1,94   | 0,57   | 11,51  |
| 2013-2014 | Wildcats de l'Arizona | 38      | 38     | 33,0    | 43,2 | 36,7  | 78,1 | 4,05    | 2,82    | 1,13   | 0,66   | 16,26  |
| Carrière  | Carrière              | 108     | 101    | 30,9    | 42,1 | 35,9  | 73,4 | 3,66    | 2,81    | 1,27   | 0,59   | 12,34  |

## Records sur une rencontre en NBA
Les records personnels de Nick Johnson en NBA sont les suivants, :
| Type de statistique        | Saison régulière | Saison régulière        | Saison régulière | Playoffs | Playoffs                  | Playoffs      |
| Type de statistique        | Record           | Adversaire              | Date             | Record   | Adversaire                | Date          |
| -------------------------- | ---------------- | ----------------------- | ---------------- | -------- | ------------------------- | ------------- |
| Points                     | 8                | 2 fois                  | 2 fois           | 10       | @ Clippers de Los Angeles | 10 mai 2015   |
| Paniers marqués            | 3                | 3 fois                  | 3 fois           | 3        | @ Clippers de Los Angeles | 10 mai 2015   |
| Paniers tentés             | 6                | @ Nuggets de Denver     | 17 décembre 2014 | 7        | @ Clippers de Los Angeles | 10 mai 2015   |
| Paniers à 3 points réussis | 2                | Clippers de Los Angeles | 28 novembre 2014 | 1        | @ Clippers de Los Angeles | 10 mai 2015   |
| Paniers à 3 points tentés  | 3                | @ Bucks de Milwaukee    | 29 novembre 2014 | 2        | 2 fois                    | 2 fois        |
| Lancers francs réussis     | 6                | Suns de Phoenix         | 6 décembre 2014  | 3        | @ Clippers de Los Angeles | 10 mai 2015   |
| Lancers francs tentés      | 8                | Suns de Phoenix         | 6 décembre 2014  | 3        | @ Clippers de Los Angeles | 10 mai 2015   |
| Rebonds offensifs          | 3                | 2 fois                  | 2 fois           | 1        | @ Clippers de Los Angeles | 10 mai 2015   |
| Rebonds défensifs          | 4                | Grizzlies de Memphis    | 3 décembre 2014  | 2        | @ Mavericks de Dallas     | 26 avril 2015 |
| Rebonds totaux             | 5                | @ Mavericks de Dallas   | 2 avril 2015     | 2        | @ Mavericks de Dallas     | 26 avril 2015 |
| Passes décisives           | 2                | 4 fois                  | 4 fois           | 2        | @ Clippers de Los Angeles | 10 mai 2015   |
| Interceptions              | 2                | Clippers de Los Angeles | 28 novembre 2014 | -        | -                         | -             |
| Contres                    | 1                | 3 fois                  | 3 fois           | 1        | Warriors de Golden State  | 23 mai 2015   |
| Balles perdues             | 3                | 3 fois                  | 3 fois           | 2        | 2 fois                    | 2 fois        |
| Minutes jouées             | 22               | Suns de Phoenix         | 6 décembre 2014  | 16       | @ Clippers de Los Angeles | 10 mai 2015   |

- Double-double : 0
- Triple-double : 0